# 帕祖加尔
帕祖加尔（Pazhugal），是印度泰米尔纳德邦甘尼亚古马里县的一个城镇。总人口17302（2001年）。

## 人口
该地2001年总人口17302人，其中男性8459人，女性8843人；0—6岁人口2014人，其中男1012人，女1002人；识字率76.70%，其中男性为79.23%，女性为74.28%。